# Bárbara Gil (artista plástico)

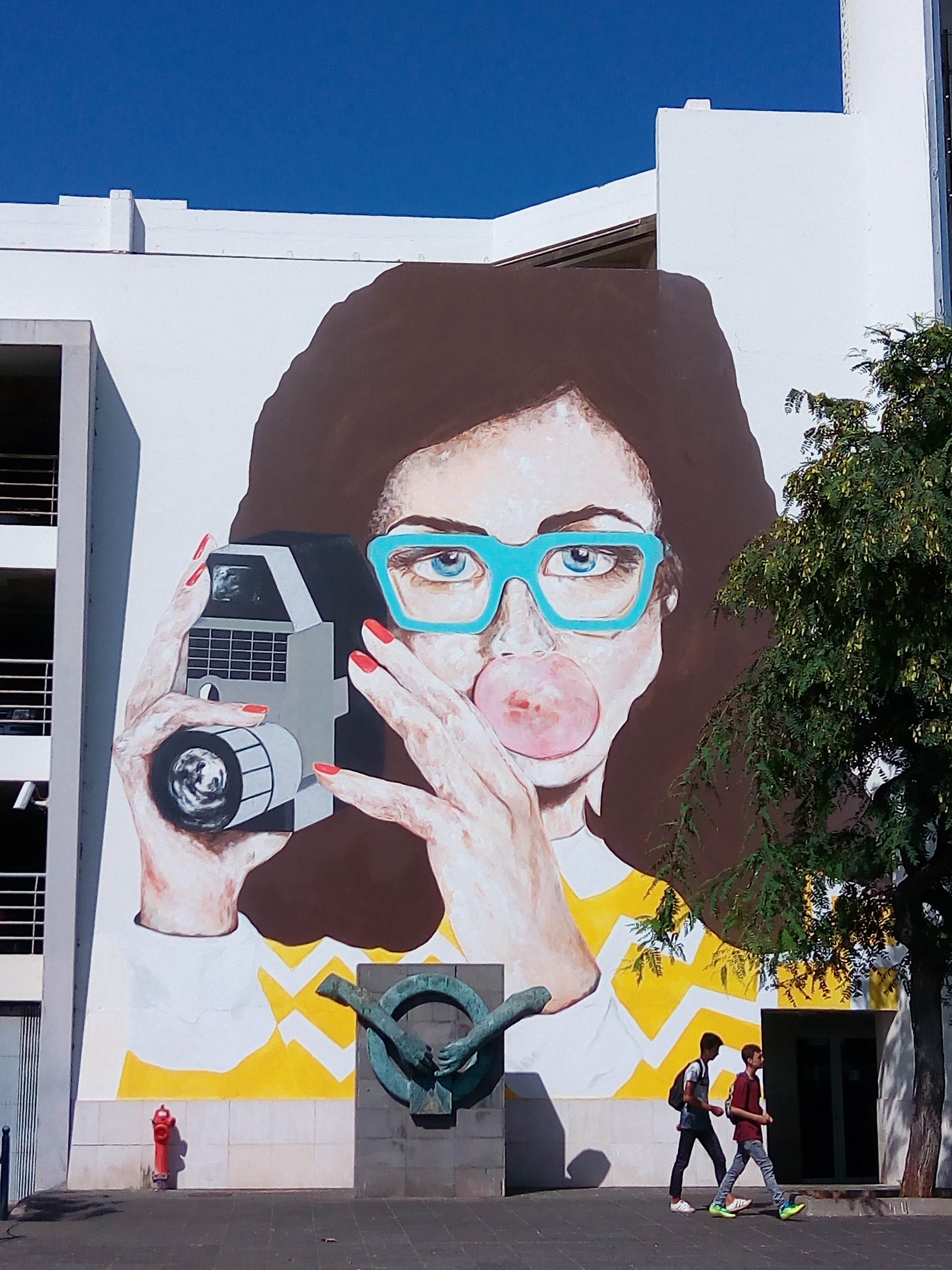
mural de arte “Zapruder”.

Bárbara Gil Pereira (conhecida apenas como Bárbara Gil) é uma artista plástica madeirense nascida no Funchal, Portugal em 1978.

## Biografia
Em 2015, Bárbara Gil foi vencedora da primeira edição do Concurso Urbart, promovido pela Câmara Municipal do Funchal, tornando-se autora e pioneira do primeiro mural de arte urbana em grande escala na ilha da Madeira intitulado “Zapruder”, que se tornou imagem de referência da cidade do Funchal e porta de entrada da cidade para os navios de cruzeiro. Em 2015 foi também uma entre oito artistas selecionados por Alexandre Farto aka VHils para um workshop de criação artística facto que mais tarde influiu e auxiliou na criação do icónico mural zapruder.
Um ano depois, através de uma iniciativa privada, a cidade ganhou a sua segunda obra em grande escala intitulada: “o Chef” situado na zona hoteleira do funchal .
Em 2022 completou um terceiro mural em grande escala, o maior até à data na ilha, também através de inciativa  privada. Intitulado "O polvo", a obra ocupa mais de 50 metros, executado a solo pela artista e totalmente em desenho livre e situa-se na muralha da Marina da Calheta, Madeira  .
Atualmente, expõe regularmente em Portugal, Europa e Tóquio, sendo presença assídua no Festival de criadores independentes no conceituado centro de artes Spiral (também conhecido como Wacoal Art Center), em Tóquio.